# Aart Vierhouten
Aart Vierhouten (Ermelo, Gelderland, 19 de març de 1970) és un ciclista neerlandès, que va ser professional del 1996 al 2009. El 1996 va prendre part en els Jocs Olímpics d'Estiu d'Atlanta, on disputà, sense sort, la cursa en línia del programa de ciclisme. Durant la seva carrera esportiva va córrer, entre d'altres al Rabobank, Lotto-Adecco, Skil Shimano i Vacansoleil. En el seu palmarès destaca la Groningen-Münster del 2000 i el Noord Nederland Tour del 2006.

## Palmarès
- 1993
  - 1r a la Volta a Lieja
  - 1r a la Internatie Reningelst
  - Vencedor d'una etapa del Tour d'Hainaut
- 1994
  - Vencedor de 2 etapes de la Tour de la Regió Valona
- 1996
  - Vencedor d'una etapa al Teleflex Tour
- 1997
  - Vencedor d'una etapa a la Volta a Renània-Palatinat
- 2000
  - 1r a la Groningen-Münster
- 2006
  - 1r a la Noord Nederland Tour
  - Vencedor d'una etapa a la Ster Elekrotoer

### Resultats al Tour de França
- 1998. 88è de la Classificació general
- 2002. No surt (8a etapa)
- 2004. Fora de control (16a etapa)

### Resultats al Giro d'Itàlia
- 2000. Abandona
- 2002. 104è de la Classificació general
- 2003. Abandona
- 2004. 110è de la Classificació general
- 2005. Abandona

### Resultats a la Volta a Espanya
- 1997. 89è de la Classificació general
- 1999. 82è de la Classificació general